# Морс (округ Айтаска, Миннесота)
Морс (англ. Morse) — тауншип в округе Айтаска, Миннесота, США. На 2010 год его население составило 615 человек. Тауншип был организован из тауншипа Отенаген.

## География
По данным Бюро переписи населения США площадь тауншипа составляет 96,5 км², из которых 94,2 км² занимает суша, а 2,3 км² — вода (2,39 %).
Через тауншип проходят:
- US 2 (англ. US Highway 2).
- Дорога 46 штата Миннесота[англ.].

## Население
В 2010 году на территории тауншипа проживало 615 человек (из них 51,7 % мужчин и 48,3 % женщин), насчитывалось 228 домашних хозяйств и 168 семьи. На территории города было расположена 251 постройка со средней плотностью 2,7 построек на один квадратный километр суши. Расовый состав населения: белые — 87,8 %, коренных американцы — 4,6 %, две или более других рас — 6,8 %.
Население города по возрастному диапазону по данным переписи 2010 года распределилось следующим образом: 30,4 % — жители младше 21 года, 57,7 % — от 21 до 65 лет и 11,9 % — в возрасте 65 лет и старше. Средний возраст населения — 40,9 года. На каждые 100 женщин в Морсе приходилось 107,1 мужчин, при этом на 100 совершеннолетних женщин приходилось 112,2 мужчин сопоставимого возраста.
Из 228 домашних хозяйств 73,7 % представляли собой семьи: 61,0 % совместно проживающих супружеских пар (22,8 % с детьми младше 18 лет); 9,2 % — женщины, проживающие без мужей, 3,5 % — мужчины, проживающие без жён. 26,3 % не имели семьи. В среднем домашнее хозяйство ведут 2,70 человека, а средний размер семьи — 3,15 человека. В одиночестве проживали 21,5 % населения, 6,5 % составляли одинокие пожилые люди (старше 65 лет).
В 2014 году из 470 человек старше 16 лет имели работу 289. Медианный доход на семью оценивался в 58 929 $, на домашнее хозяйство — в 55 833 $. Доход на душу населения — 20 196 $ в год.